# Sport Clube Juventude Portuária da Furna
O Sport Clube Juventude Portuária da Furna é um clube multidesportivo de Vila Nova Sintra, em ilha Brava, Cabo Verde. Na sociedade desportiva não há área ou departamento para o futebol.[carece de fontes?]

## História
O Juventude Portuária da Furna foi fundado a 13 de março de 2010 e venceu o seu primeiro título insular em 2013. 
No jogo da final da taça de 2013, o Juventude da Furna venceu o Sporting Brava por 3-2, conquistando o seu segundo título recente de futebol.

## Títulos
- Liga Insular da Brava: 2

2012/13
- Taça da Brava: 1

2014
- Super Copa da Brava: 2

2013, 2014
- Torneio de Abertura da Brava: 1

2012

## Futebol

### Palmarés
| Escalão | Nº Presenças | Títulos | Melhor Classificação |
| I       | 1            | 0       | 6a                   |
| II      | 20           | 1       | 1a                   |

### Classificações

#### Nacionais
| Temporada | Div | Pos | Pts   | J | V | E | D | G.M. | G.S. | Diff. |
| 2013      | 1A  | 6   | 2 pts | 5 | 0 | 2 | 4 | 8    | -5   |       |

#### Regionais
| Temporada | Div    | Pos    | Pts     | J  | V  | E  | D | G.M. | G.S. | Diff. |
| 2011-12   | 2      | 2      | 28 pts  | 12 | 8  | 4  | 0 | 37   | 8    | +29   |
| 2012-13   | 2      | 1      | 31 pts  | 12 | 10 | 1  | 1 | 38   | 14   | +24   |
| 2013-14   | 2      | 3      | 22 pts  | 12 | 6  | 4  | 2 | 37   | 18   | +19   |
| 2014-15   | 2      | 2      | 27 pts  | 12 | 8  | 3  | 1 | 39   | 10   | +29   |
| 2015-16   | 2      | 2      | 28 pts  | 12 | 9  | 1  | 2 | 56   | 10   | +46   |
| Total:    | Total: | Total: | 134 pts | 60 | 41 | 13 | 6 | 207  | 60   | +147  |
| 2016-17   | 2      | 5      | 13 pts  | 12 | 3  | 4  | 5 | 22   | 31   | -9    |

## Estatísticas
- Melhor classificação: 6a - Fase grupo (nacional)
- Melhor posição nas competições das taças/copas: 1a (regional)
- Apresentadas na competições das super taças regionais: 2
- Apresentatas na campeonatos:
- Nacional: 1
- Regionais: 6
- Apresentaras na taças regionais: 5
- Apresentadas na torneios de aberturas: 6
- Jogos totais:
  - Nacional: 5
  - Regional: 72
- Vences totais: 44 (todo regional)
- Gols totais:
  - Nacional: 4
  - Regional: 229 (3,1528 por jogo)
  - Com nacional e regional: 233 (3,026 por jogo)
- Melhor temporada: 2013 (10 vences, 1 empata, 1 derrota)
- Pontos totais:
  - Nacional: 2
  - Regional: 147
- Melhor gols totais na temporada, nacional: 56 (nacional)
- Melhor pontos totais na temporada: 31 (regional), em 2016
- Melhor vences na temporada: 10 (regional), em 2015
- Melhor jogo artilheirada: Benfica 0-16 Juventude, 27 de março de, 2016
- Mais jogos derrotado na temporada: 4
- Derrotas totais: 11
  - Nacional: 4
  - Regional: 11

## Jogadores atuais
31 de março de 2016
Nota: Bandeiras indicam equipe nacional, conforme definido pelas regras de elegibilidade da FIFA. Os jogadores podem ter mais de uma nacionalidade não-FIFA.
| N.º |            | Posição | Jogador   |
| --- | ---------- | ------- | --------- |
| 1   | Cabo Verde | G       | Danielson |
| 2   | Cabo Verde | D       | Ja        |
| 3   | Cabo Verde | D       | Stive     |
| 4   | Cabo Verde | D       | Elton     |
| 5   | Cabo Verde | D       | Djan      |
| 6   | Cabo Verde | D       | Willy     |
| 7   | Cabo Verde | M       | Djeredja  |
| 8   | Cabo Verde | M       | Jorge     |
| 9   | Cabo Verde | M       | Black     |
| 10  | Cabo Verde | M       | Helder    |
| 11  | Cabo Verde | M       | Nelson    |

| N.º |            | Posição | Jogador  |
| --- | ---------- | ------- | -------- |
| 12  | Cabo Verde | M       | Heta     |
| 13  | Cabo Verde | A       | Chris    |
| 14  | Cabo Verde | G       | Cláudio  |
| 15  | Cabo Verde | A       | Djuca    |
| 16  | Cabo Verde | A       | Ady      |
| 17  | Cabo Verde | M       | Tchalie  |
| 18  | Cabo Verde | M       | Nouno    |
| 19  | Cabo Verde | M       | Douglas  |
| 20  | Cabo Verde | M       | Jota     |
| 21  | Cabo Verde | M       | Maurício |
| 25  | Cabo Verde | M       | Djicas   |

## Recorde de campeonato por oponente

### Total
Estatísticas no fim de temporada regional de 2016–17.
| Competitição                                    | J    | V    | E    | D    | J  | V  | E  | D | J     | V     | E     | D     | GM    | GS    | Vence% |
| Competitição                                    | Casa | Casa | Casa | Casa |    |    |    |   | Total | Total | Total | Total | Total | Total | Vence% |
| ----------------------------------------------- | ---- | ---- | ---- | ---- | -- | -- | -- | - | ----- | ----- | ----- | ----- | ----- | ----- | ------ |
| Campeonato Cabo-Verdiano de Futebol             | 3    | 0    | 0    | 3    | 2  | 0  | 2  | 0 | 5     | 0     | 2     | 3     | 3     | 8     | 0%     |
| Campeonato Regional/Insular de Futebol da Brava | 36   | 24   | 5    | 5    | 36 | 19 | 12 | 6 | 72    | 43    | 17    | 11    | 229   | 91    | 59.72% |
| Total                                           | 39   | 24   | 5    | 8    | 38 | 19 | 14 | 6 | 77    | 43    | 19    | 14    | 232   | 99    | 55.84% |

## Ligação externa
- Juventude da Brava at Footytube
- Juventude da Furna naFacebook (português)
- Juventude da Furna na Futebol 365 (português)